# Радивилин, Владимир Константинович
Владимир Константинович Радиви́лин (1913—1985) — советский инженер, станкостроитель.

## Биография
Родился в деревне Большая Печишинка Гжацкого уезда Смоленской губернии в семье служащего и учительницы. В связи с переводом по службе семья Радивилиных переехала в поселок Голицыно Звенигородского района. После школы выучился на конструктора и работал на Московском станкостроительном заводе "Самоточка".  
В октябре 1935 года призван в ряды Красной Армии, курсант 83-го отдельного пулеметного полка. С октября 1936 г. по июль 1937 г. переведен в 39 стрелковый полк, где состоял на должности помощника командира взвода в звании старшего сержанта. Уволен в запас в 1937 году. В ноябре 1939 года призван в ряды Красной Армии, участвовал в Финской войне в составе 86 отдельного лыжного эскадрона в должности пом. ком. взвода, действовавшего в тылу врага. По окончании боевых действий уволен в запас (апрель 1940 года). 
Участник Великой Отечественной войны. 5 июня 1941 года призван в ряды Красной Армии. Принимал участие в обороне города Бобруйска и затем в Смоленском сражении. Войсковая часть, где он служил понесла большие потери и оставшиеся в живых бойцы были направлены на переформирование в Саратовскую область, город Пугачев в 72 стрелковый полк. В марте 1942 года его полк был направлен в 9 гвардейский стрелковый полк 3 стрелковой дивизии 54 армии. На Ленинградском фронте в тяжелых боях направленных на деблокаду города на Неве 29 апреля 1942 года был тяжело ранен. Лишь первого мая 1942 года он истекая кровью добрался до медсанчасти 9-го гвардейского полка. После госпиталя признан не годным к строевой службе по ранению, но продолжил работать в тылу на благо родины.  
После войны работал на Московском заводе шлифовальных станков (МЗШС). За внедрение новых технологий металлообработки 9 апреля 1949 года Владимиру Константиновичу присуждена Сталинская премия 2 степени.
Был в длительной командировке в КНДР с 1955 года по конец 1957 года, где помогал в становлении местного станкостроения. После командировки жил и работал с семьей в поселке Лоза Сергиево-Посадского района Московской области. Похоронен в городе Голицыно.

## Награды и премии
- Сталинская премия второй степени (1949) — за создание высокопроизводительных автоматических станков для поточной заточки и шлифовки деталей с/х машин
- Орден Красной Звезды